# Inusitatomysis insolita
Inusitatomysis insolita is een aasgarnalensoort uit de familie van de Mysidae. De wetenschappelijke naam van de soort is voor het eerst geldig gepubliceerd in 1940 door Ii.